# Pero cetana
Pero cetana là một loài bướm đêm trong họ Geometridae.